# Geo-informatica
Geo-informatica is de wetenschap die informatica en computersystemen aanwendt bij om problemen uit de aardwetenschappen te behandelen. Het is de studie van het meten en beheren van geografische informatie met behulp van computers.
Geo-informatica omvat onderwerpen zoals cartografie, satellietplaatsbepaling (bijvoorbeeld gps), Remote Sensing  en Geografische Informatiesystemen (GIS). Met geo-informatica wordt soms enkel een GIS bedoeld.
Zie ook modelvorming voor de rol van geo-informatica bij het modelleren van GIS-sen, Geo-informatie en daarmee binnen de Geo-InformatieVoorziening.